# 211 (число)
211 (Дві́сті одина́дцять) — натуральне число між 210 та 212.
- 211 день в році — 30 липня (у високосний рік 29 липня).

## У математиці
- 47-ме просте число.
- Сума трьох  простих чисел поспіль {\displaystyle (67+71+73=211).}

## В інших галузях
- 211 рік;
- 211 до н. е.
- RCA 211 (інша назва VT-4-C) — радіолампа, популярна серед любителів «якісного лампового звуку»
- 211 глава Біблії — 24 (остання) глава Книги Ісуса Навина («Смерть Ісуса Навина»).
- Року 211 — китайська федеральна траса Їньчуань — Сіань.
- 211 ієрогліфічний ключ Кансі — «зуб» ?.
- Об'єкт Юнеско № 211 — Джамський мінарет в Афганістані.
- В Юнікоді 00D3  16  — код для символу «O» (Latin Capital Letter O With Accent).
- NGC 211 — лінзоподібна галактика (S0) в сузір'ї Риби.